# Microsoft Press
Microsoft Press（マイクロソフト プレス）は、マイクロソフト社の出版部門。主にマイクロソフトの技術に関する書籍を出版する。
Microsoft Pressが最初に出版した書籍は1984年の第9回ウェスト・コースト・コンピュータ・フェアで発売されたケアリー・ルーのThe Apple Macintosh Bookとピーター・ノートンのExploring the IBM PCだった。その後、Microsoft Pressはチャールズ・ペゾルド、スティーブ・マコーネル、マーク・ルシノビッチ、ジェフリー・リッチター(Jeffrey Richter)などの作家の著作を出版した。
2009年にはオライリーメディアが流通を担当するようになったが、2014年にはピアソンが流通を担当した。2016年7月、Microsoft Pressの社員7名のうち6名が解雇されたと報じられた。